# Ферри, Люк
Люк Ферри (фр. Luc Ferry; род. 3 января 1951, Коломб) — французский философ и политик, министр национального образования и научных исследований (2002—2004).

## Биография
Родился 3 января 1951 года в городе Коломб. Учился в Университете Париж 1 Пантеон-Сорбонна и Гейдельбергском университете, получив  степень по философии и докторскую степень по политологии.

## Карьера
Ферри преподавал в Институте политических исследований Лиона, а также руководил аспирантурой в Парижском университете 1 Пантеон-Сорбонна. В 1989—1996 годах он также работал в Университете Кан-Нормандия.
В 2002—2004 годах он занимал пост министра образования в кабинете, возглавляемом Жан-Пьером Раффареном. 
20 марта 2012 года Ферри был назначен рыцарем Вакханального братства Дайв-Бутей-де-Гайяк совместно с математиком Максом Каруби и итальянским философом Франческо Фучиллой.
Ферри является создателем серии комиксов «La Sagesse des mythes», которая основана на греческой мифологии и публикуется с 2016 года. 
Несмотря на многократные попытки, в январе 2019 года Ферри в очередной раз получил отказ от Французской академии. Ферри крайне критически относится к правам животных и глубинной экологии, которые он отвергает за чрезмерное повышение морального статуса природы.